# Gârla Mare (gmina)
Gârla Mare – gmina w Rumunii, w okręgu Mehedinți. Obejmuje tylko jedną miejscowość Gârla Mare. W 2011 roku liczyła 3382 mieszkańców.